# Giải quần vợt Úc Mở rộng 2023
Giải quần vợt Úc Mở rộng 2023 là một giải quần vợt Grand Slam được diễn ra tại Melbourne Park, từ ngày 16–29 tháng 1 năm 2023. Đây là lần thứ 111 Giải quần vợt Úc Mở rộng được tổ chức, lần thứ 55 trong Kỷ nguyên Mở, và là giải Grand Slam đầu tiên trong năm. Giải đấu bao gồm các nội dung đơn, đôi và đôi nam nữ dành cho các vận động viên chuyên nghiệp. Các vận động viên trẻ và xe lăn sẽ tham dự ở nội dung đơn và đôi. Giống như những năm trước, nhà tài trợ chính của giải đấu là Kia.
Novak Djokovic là nhà vô địch nội dung đơn nam, danh hiệu Úc Mở rộng thứ 10 và danh hiệu Grand Slam thứ 22 của anh, cân bằng kỷ lục với Rafael Nadal. Djokovic được phép tham dự giải đấu năm 2023 mặc dù vẫn chưa tiêm chủng vắc-xin COVID-19 sau khi lệnh cấm nhập cảnh 3 năm được hủy bỏ. Lệnh cấm ban đầu được áp dụng sau khi anh bị trục xuất vào năm 2022, vì luật pháp của Úc yêu cầu người nước ngoài phải tiêm chủng để được nhập cảnh khi giải đấu diễn ra vào năm 2022, nhưng lệnh cấm đã bị bãi bỏ do yêu cầu tiêm chủng đã được dỡ bỏ. Nadal là đương kim vô địch nội dung đơn nam, nhưng thua ở vòng 2 trước Mackenzie McDonald. Aryna Sabalenka là nhà vô địch nội dung đơn nữ, danh hiệu Grand Slam đầu tiên của cô. Ashleigh Barty là đương kim vô địch nội dung đơn nữ, nhưng cô giải nghệ quần vợt vào tháng 3 năm 2022.
Lần đầu tiên khán giả được vào sân đầy đủ kể từ năm 2020, sau những hạn chế về số khán giả trong hai giải đấu năm 2021 và 2022 do đại dịch COVID-19.
Với trận thua của tay vợt số 1 thế giới Iga Świątek ở vòng 4, đây là Giải quần vợt Úc Mở rộng đầu tiên trong Kỷ nguyên Mở không có hai hạt giống hàng đầu ở cả nội dung đơn nam và đơn nữ vào vòng tứ kết.

## Tóm tắt kết quả
Đơn nam
| Nhà vô địch              | Nhà vô địch                  | Á quân                           | Á quân                     |
| ------------------------ | ---------------------------- | -------------------------------- | -------------------------- |
| Novak Djokovic [4]       | Novak Djokovic [4]           | Stefanos Tsitsipas [3]           | Stefanos Tsitsipas [3]     |
| Thua bán kết             |                              |                                  |                            |
| Karen Khachanov [18]     | Karen Khachanov [18]         | Tommy Paul                       | Tommy Paul                 |
| Thua tứ kết              |                              |                                  |                            |
| Sebastian Korda [29]     | Jiří Lehečka                 | Andrey Rublev [5]                | Ben Shelton                |
| Thua vòng 4              |                              |                                  |                            |
| Yoshihito Nishioka [31]  | Hubert Hurkacz [10]          | Jannik Sinner [15]               | Félix Auger-Aliassime [6]  |
| Holger Rune [9]          | Alex de Minaur [22]          | J. J. Wolf                       | Roberto Bautista Agut [24] |
| Thua vòng 3              |                              |                                  |                            |
| Mackenzie McDonald       | Frances Tiafoe [16]          | Denis Shapovalov [20]            | Daniil Medvedev [7]        |
| Tallon Griekspoor        | Márton Fucsovics             | Cameron Norrie [11]              | Francisco Cerúndolo [28]   |
| Dan Evans [25]           | Ugo Humbert                  | Benjamin Bonzi                   | Grigor Dimitrov [27]       |
| Alexei Popyrin (WC)      | Michael Mmoh (LL)            | Andy Murray                      | Jenson Brooksby            |
| Thua vòng 2              |                              |                                  |                            |
| Rafael Nadal [1]         | Dalibor Svrčina (Q)          | Jason Kubler (WC)                | Shang Juncheng (Q)         |
| Lorenzo Sonego           | Taro Daniel                  | Yosuke Watanuki (Q)              | John Millman (WC)          |
| Rinky Hijikata (WC)      | Botic van de Zandschulp [32] | Lloyd Harris (PR)                | Tomás Martín Etcheverry    |
| Constant Lestienne       | Christopher Eubanks (WC)     | Corentin Moutet                  | Alex Molčan                |
| Emil Ruusuvuori          | Jérémy Chardy (PR)           | Denis Kudla (LL)                 | Maxime Cressy              |
| Pablo Carreño Busta [14] | Adrian Mannarino             | Laslo Đere                       | Enzo Couacaud (Q)          |
| Taylor Fritz [8]         | Nicolás Jarry (Q)            | Diego Schwartzman [23]           | Alexander Zverev [12]      |
| Thanasi Kokkinakis       | Brandon Holt (Q)             | Alejandro Davidovich Fokina [30] | Casper Ruud [2]            |
| Thua vòng 1              |                              |                                  |                            |
| Jack Draper              | Brandon Nakashima            | Jaume Munar                      | Mikael Ymer                |
| Bernabé Zapata Miralles  | Sebastián Báez               | Oscar Otte                       | Daniel Altmaier            |
| Pedro Martínez           | Nuno Borges                  | Ernesto Escobedo (Q)             | Dušan Lajović              |
| Cristian Garín           | Arthur Rinderknech           | Marc-Andrea Hüsler               | Marcos Giron               |
| Quentin Halys            | Yannick Hanfmann (Q)         | Pavel Kotov (LL)                 | Ilya Ivashka               |
| Lorenzo Musetti [17]     | Federico Coria               | Grégoire Barrère                 | Kyle Edmund (PR)           |
| Luca Van Assche (WC)     | Thiago Monteiro              | Kwon Soon-woo                    | Borna Ćorić [21]           |
| Guido Pella (PR)         | Wu Yibing (WC)               | Stan Wawrinka (PR)               | Vasek Pospisil             |
| Dominic Thiem (WC)       | Max Purcell (Q)              | Daniel Elahi Galán               | Facundo Bagnis             |
| Roman Safiullin          | Richard Gasquet              | Albert Ramos Viñolas             | Filip Krajinović           |
| Pedro Cachín             | Mattia Bellucci (Q)          | John Isner                       | Hsu Yu-hsiou (Q)           |
| Aslan Karatsev           | Zizou Bergs (Q)              | Hugo Dellien (PR)                | Roberto Carballés Baena    |
| Nikoloz Basilashvili     | Tseng Chun-hsin              | Zhang Zhizhen                    | Miomir Kecmanović [26]     |
| Oleksii Krutykh (Q)      | Jordan Thompson              | Laurent Lokoli (Q)               | Juan Pablo Varillas (LL)   |
| Matteo Berrettini [13]   | Fabio Fognini                | Aleksandar Vukic (Q)             | João Sousa                 |
| Alexander Bublik         | Jan-Lennard Struff (Q)       | Christopher O'Connell            | Tomáš Macháč               |

Đơn nữ
| Nhà vô địch              | Nhà vô địch                   | Á quân                        | Á quân                   |
| ------------------------ | ----------------------------- | ----------------------------- | ------------------------ |
| Aryna Sabalenka [5]      | Aryna Sabalenka [5]           | Elena Rybakina [22]           | Elena Rybakina [22]      |
| Thua bán kết             |                               |                               |                          |
| Victoria Azarenka [24]   | Victoria Azarenka [24]        | Magda Linette                 | Magda Linette            |
| Thua tứ kết              |                               |                               |                          |
| Jeļena Ostapenko [17]    | Jessica Pegula [3]            | Karolína Plíšková [30]        | Donna Vekić              |
| Thua vòng 4              |                               |                               |                          |
| Iga Świątek [1]          | Coco Gauff [7]                | Barbora Krejčíková [20]       | Zhu Lin                  |
| Zhang Shuai [23]         | Caroline Garcia [4]           | Belinda Bencic [12]           | Linda Fruhvirtová        |
| Thua vòng 3              |                               |                               |                          |
| Cristina Bucșa (Q)       | Danielle Collins [13]         | Kateryna Baindl               | Bernarda Pera            |
| Marta Kostyuk            | Anhelina Kalinina             | Madison Keys [10]             | Maria Sakkari [6]        |
| Varvara Gracheva         | Katie Volynets (Q)            | Ekaterina Alexandrova [19]    | Laura Siegemund (PR)     |
| Elise Mertens [26]       | Camila Giorgi                 | Nuria Párrizas Díaz           | Markéta Vondroušová (PR) |
| Thua vòng 2              |                               |                               |                          |
| Camila Osorio            | Bianca Andreescu              | Kaja Juvan                    | Karolína Muchová (PR)    |
| Caty McNally             | Anna Bondár                   | Zheng Qinwen [29]             | Emma Raducanu            |
| Aliaksandra Sasnovich    | Olivia Gadecki (WC)           | Clara Burel (Q)               | Petra Kvitová [15]       |
| Wang Xinyu               | Nadia Podoroska(PR)           | Jil Teichmann [32]            | Diana Shnaider (Q)       |
| Lucrezia Stefanini (Q)   | Yulia Putintseva              | Petra Martić                  | Veronika Kudermetova [9] |
| Anett Kontaveit [16]     | Taylor Townsend (WC)          | Irina-Camelia Begu [27]       | Leylah Fernandez         |
| Shelby Rogers            | Lauren Davis                  | Anna Karolína Schmiedlová (Q) | Claire Liu               |
| Anastasia Potapova       | Liudmila Samsonova [18]       | Kimberly Birrell (WC)         | Ons Jabeur [2]           |
| Thua vòng 1              |                               |                               |                          |
| Jule Niemeier            | Panna Udvardy                 | Eva Lys (Q)                   | Marie Bouzková [25]      |
| Elisabetta Cocciaretto   | Séléna Janicijevic (Q)        | Lesia Tsurenko (Q)            | Anna Kalinskaya          |
| Laura Pigossi (LL)       | Kamilla Rakhimova             | Ana Bogdan                    | Dayana Yastremska        |
| Dalma Gálfi              | Moyuka Uchijima (WC)          | Tamara Korpatsch              | Kateřina Siniaková       |
| Jaqueline Cristian (PR)  | Brenda Fruhvirtová (Q)        | Polina Kudermetova (Q)        | Amanda Anisimova [28]    |
| Sára Bejlek (Q)          | Talia Gibson (WC)             | CoCo Vandeweghe (Q)           | Alison Van Uytvanck      |
| Anna Blinkova            | Storm Hunter (WC)             | Léolia Jeanjean (LL)          | Sofia Kenin (PR)         |
| Harriet Dart             | Rebecca Marino                | Kristína Kučová (PR)          | Yuan Yue                 |
| Daria Kasatkina [8]      | Tatjana Maria                 | Sorana Cîrstea                | Wang Xiyu                |
| Patricia Maria Țig (PR)  | Viktorija Golubic             | Evgeniya Rodina (PR)          | Maryna Zanevska          |
| Julia Grabher            | Mayar Sherif                  | Diane Parry (WC)              | Ysaline Bonaventure      |
| Elizabeth Mandlik (LL)   | Lucia Bronzetti               | Alizé Cornet                  | Katherine Sebov (Q)      |
| Tereza Martincová        | Arianne Hartono (Q)           | Danka Kovinić                 | Garbiñe Muguruza         |
| Martina Trevisan [21]    | Anastasia Pavlyuchenkova (PR) | Madison Brengle               | Viktoriya Tomova         |
| Beatriz Haddad Maia [14] | Sloane Stephens               | Oksana Selekhmeteva (Q)       | Jasmine Paolini          |
| Kaia Kanepi [31]         | Jaimee Fourlis (WC)           | Alison Riske-Amritraj         | Tamara Zidanšek          |

## Tóm tắt từng ngày

### Ngày 1 (16 tháng 1)
- Hạt giống bị loại:
  - Đơn nam:  Lorenzo Musetti [17],  Borna Ćorić [21]
  - Đơn nữ:  Marie Bouzková [25],  Amanda Anisimova [28]
- Lịch thi đấu

| Trận đấu trên Sân chính                                                               | Trận đấu trên Sân chính           | Trận đấu trên Sân chính           | Trận đấu trên Sân chính             | Trận đấu trên Sân chính           |
| Trận đấu trên sân Rod Laver Arena                                                     | Trận đấu trên sân Rod Laver Arena | Trận đấu trên sân Rod Laver Arena | Trận đấu trên sân Rod Laver Arena   | Trận đấu trên sân Rod Laver Arena |
| Sự kiện                                                                               | Người thắng trận                  | Người thua cuộc                   | Tỷ số                               | Chú thích                         |
| ------------------------------------------------------------------------------------- | --------------------------------- | --------------------------------- | ----------------------------------- | --------------------------------- |
| Vòng 1 đơn nữ                                                                         | Coco Gauff [7]                    | Kateřina Siniaková                | 6–1, 6–4                            | [ 5 ]                             |
| Vòng 1 đơn nữ                                                                         | Maria Sakkari [6]                 | Yuan Yue                          | 6–1, 6–4                            | [ 5 ]                             |
| Vòng 1 đơn nam                                                                        | Rafael Nadal [1]                  | Jack Draper                       | 7–5, 2–6, 6–4, 6–1                  | [ 6 ]                             |
| Vòng 1 đơn nữ                                                                         | Iga Świątek [1]                   | Jule Niemeier                     | 6–4, 7–5                            | [ 5 ]                             |
| Vòng 1 đơn nam                                                                        | Daniil Medvedev [7]               | Marcos Giron                      | 6–0, 6–1, 6–2                       |                                   |
| Trận đấu trên sân Margaret Court Arena                                                |                                   |                                   |                                     |                                   |
| Sự kiện                                                                               | Người thắng trận                  | Người thua cuộc                   | Tỷ số                               | Chú thích                         |
| Vòng 1 đơn nữ                                                                         | Jessica Pegula [3]                | Jaqueline Cristian (PR)           | 6–0, 6–1                            | [ 5 ]                             |
| Vòng 1 đơn nam                                                                        | Hubert Hurkacz [10]               | Pedro Martínez                    | 7–6(7–1), 6–2, 6–2                  | [ 5 ]                             |
| Vòng 1 đơn nữ                                                                         | Victoria Azarenka [24]            | Sofia Kenin (PR)                  | 6–4, 7–6(7–3)                       | [ 5 ]                             |
| Vòng 1 đơn nam                                                                        | Stefanos Tsitsipas [3]            | Quentin Halys                     | 6–3, 6–4, 7–6(8–6)                  | [ 7 ]                             |
| Vòng 1 đơn nữ                                                                         | Madison Keys [10]                 | Anna Blinkova                     | 6–4, 3–6, 6–2                       |                                   |
| Trận đấu trên sân John Cain Arena                                                     |                                   |                                   |                                     |                                   |
| Sự kiện                                                                               | Người thắng trận                  | Người thua cuộc                   | Tỷ số                               | Chú thích                         |
| Vòng 1 đơn nam                                                                        | Jannik Sinner [15]                | Kyle Edmund (PR)                  | 6–4, 6–0, 6–2                       | [ 5 ]                             |
| Vòng 1 đơn nữ                                                                         | Petra Kvitová [15]                | Alison Van Uytvanck               | 7–6(7–3), 6–2                       | [ 5 ]                             |
| Vòng 1 đơn nam                                                                        | Jason Kubler (WC)                 | Sebastián Báez                    | 6–4, 6–4, 6–4                       | [ 7 ]                             |
| Vòng 1 đơn nam                                                                        | Félix Auger-Aliassime [6]         | Vasek Pospisil                    | 1–6, 7–6(7–4), 7–6(7–3), 6–3        | [ 5 ]                             |
| Trận đấu trên sân Kia Arena                                                           |                                   |                                   |                                     |                                   |
| Sự kiện                                                                               | Người thắng trận                  | Người thua cuộc                   | Tỷ số                               | Chú thích                         |
| Vòng 1 đơn nữ                                                                         | Danielle Collins [13]             | Anna Kalinskaya                   | 7–5, 5–7, 6–4                       | [ 5 ]                             |
| Vòng 1 đơn nam                                                                        | Frances Tiafoe [16]               | Daniel Altmaier                   | 6–3, 6–3, 6–7(5–7), 7–6(8–6)        | [ 5 ]                             |
| Vòng 1 đơn nam                                                                        | Cameron Norrie [11]               | Luca Van Assche (WC)              | 7–6(7–3), 6–0, 6–3                  | [ 5 ]                             |
| Trận đấu trên sân 1573 Arena                                                          |                                   |                                   |                                     |                                   |
| Sự kiện                                                                               | Người thắng trận                  | Người thua cuộc                   | Tỷ số                               | Chú thích                         |
| Vòng 1 đơn nữ                                                                         | Emma Raducanu                     | Tamara Korpatsch                  | 6–3, 6–2                            | [ 5 ]                             |
| Vòng 1 đơn nam                                                                        | Denis Shapovalov [20]             | Dušan Lajović                     | 6–4, 4–6, 6–4, 6–1                  | [ 5 ]                             |
| Vòng 1 đơn nữ                                                                         | Barbora Krejčíková [20]           | Sára Bejlek (Q)                   | 6–3, 6–1                            | [ 5 ]                             |
| Vòng 1 đơn nam                                                                        | Alex Molčan                       | Stan Wawrinka (PR)                | 6–7 (3–7), 6–3, 1–6, 7–6 (7–2), 6–4 | [ 7 ]                             |
| Trận đấu được tô màu là trận đấu diễn ra vào ban đêm                                  |                                   |                                   |                                     |                                   |
| Các trận đấu bắt đầu vào 11 giờ sáng, các trận đấu ban đêm bắt đầu vào 7 giờ tối AEDT |                                   |                                   |                                     |                                   |

### Ngày 2 (17 tháng 1)
- Hạt giống bị loại:
  - Đơn nam:  Matteo Berrettini [13],  Miomir Kecmanović [26]
  - Đơn nữ:  Martina Trevisan [21],  Kaia Kanepi [31]
- Lịch thi đấu

| Trận đấu trên Sân chính | Trận đấu trên Sân chính                   | Trận đấu trên Sân chính                   | Trận đấu trên Sân chính                | Trận đấu trên Sân chính           |
| Trận đấu trên sân Rod Laver Arena                                                                                            | Trận đấu trên sân Rod Laver Arena         | Trận đấu trên sân Rod Laver Arena         | Trận đấu trên sân Rod Laver Arena      | Trận đấu trên sân Rod Laver Arena |
| Sự kiện | Người thắng trận                          | Người thua cuộc                           | Tỷ số                                  |                                   |
| --- | ----------------------------------------- | ----------------------------------------- | -------------------------------------- | --------------------------------- |
| Vòng 1 đơn nữ | Aryna Sabalenka [5]                       | Tereza Martincová                         | 6–1, 6–4                               |                                   |
| Vòng 1 đơn nữ | Caroline Garcia [4]                       | Katherine Sebov (Q)                       | 6–3, 6–0                               |                                   |
| Vòng 1 đơn nam | Andy Murray                               | Matteo Berrettini [13]                    | 6–3, 6–3, 4–6, 6–7(7–9), 7–6(10–6)     |                                   |
| Vòng 1 đơn nữ | Ons Jabeur [2]                            | Tamara Zidanšek                           | 7–6(10–8), 4–6, 6–1                    |                                   |
| Vòng 1 đơn nam | Novak Djokovic [4]                        | Roberto Carballés Baena                   | 6–3, 6–4, 6–0                          |                                   |
| Trận đấu trên sân Margaret Court Arena                                                                                       |                                           |                                           |                                        |                                   |
| Sự kiện | Người thắng trận                          | Người thua cuộc                           | Tỷ số                                  |                                   |
| Vòng 1 đơn nữ | Elise Mertens [26]                        | Garbine Muguruza                          | 3–6, 7–6(7–3), 6–1                     |                                   |
| Vòng 1 đơn nữ | Karolína Plíšková [30]                    | Wang Xiyu                                 | 6–1, 6–3                               |                                   |
| Vòng 1 đơn nam | Alexander Zverev [12]                     | Juan Pablo Varillas                       | 4–6, 6–1, 5–7, 7–6(7–3), 6–4           |                                   |
| Vòng 1 đơn nữ | Belinda Bencic [12]                       | Viktoriya Tomova                          | 6–1, 6–2                               |                                   |
| Vòng 1 đơn nam | Casper Ruud [2]                           | Tomáš Macháč                              | 6–3, 7–6(8–6), 6–7(5–7), 6–3           |                                   |
| Trận đấu trên sân John Cain Arena                                                                                            |                                           |                                           |                                        |                                   |
| Sự kiện | Người thắng trận                          | Người thua cuộc                           | Tỷ số                                  |                                   |
| Vòng 1 đơn nam | Andrey Rublev [5]                         | Dominic Thiem (WC)                        | 6–3, 6–4, 6–2                          |                                   |
| Vòng 1 đơn nam | Taylor Fritz [8]                          | Nikoloz Basilashvili                      | 6–4, 6–2, 4–6, 7–5                     |                                   |
| Vòng 1 đơn nữ | Veronika Kudermetova [9]                  | Maryna Zanevska                           | 6–2, 7–6(7–4)                          |                                   |
| Vòng 1 đơn nam | Alex de Minaur [22]                       | Hsu Yu-hsiou (Q)                          | 6–2, 6–2, 6–3                          |                                   |
| Vòng 1 đơn nam | Alexei Popyrin (WC)                       | Tseng Chun-hsin                           | 4–6, 7–6(7–5), 6–7(5–7), 7–6(7–4), 6–1 |                                   |
| Trận đấu trên sân Kia Arena                                                                                                  |                                           |                                           |                                        |                                   |
| Sự kiện | Người thắng trận                          | Người thua cuộc                           | Tỷ số                                  |                                   |
| Vòng 1 đơn nữ | Kimberly Birrell (WC)                     | Kaia Kanepi [31]                          | 3–6, 7–6(7–4), 6–1                     |                                   |
| Vòng 1 đơn nam | Holger Rune [9]                           | Filip Krajinović                          | 6–2, 6–3, 6–4                          |                                   |
| Vòng 1 đơn nam | Thanasi Kokkinakis vs. Fabio Fognini      | Thanasi Kokkinakis vs. Fabio Fognini      | 6–1, 6–2, 4–2, hoãn                    |                                   |
| Trận đấu trên sân 1573 Arena                                                                                                 |                                           |                                           |                                        |                                   |
| Sự kiện | Người thắng trận                          | Người thua cuộc                           | Tỷ số                                  |                                   |
| Vòng 1 đơn nam | Grigor Dimitrov [27]                      | Aslan Karatsev                            | 7–6(7–3), 7–5, 6–2                     |                                   |
| Vòng 1 đơn nữ | Anett Kontaveit [16]                      | Julia Grabher                             | 6–2, 6–3                               |                                   |
| Vòng 1 đơn nữ | Liudmila Samsonova [18]                   | Jasmine Paolini                           | 6–2, 6–4                               |                                   |
| Vòng 1 đơn nam | Aleksandar Vukic (Q) vs. Brandon Holt (Q) | Aleksandar Vukic (Q) vs. Brandon Holt (Q) | 4–6, 6–1, 2–4, hoãn                    |                                   |
| Trận đấu được tô màu là trận đấu diễn ra vào ban đêm                                                                         |                                           |                                           |                                        |                                   |
| Các trận đấu bắt đầu vào 11 giờ sáng (12 giờ sáng trên sân John Cain Arena), các trận đấu ban đêm bắt đầu vào 7 giờ tối AEDT |                                           |                                           |                                        |                                   |

### Ngày 3 (18 tháng 1)
Mưa đã làm gián đoạn trận đấu ở tất cả các sân ngoài trời trong hơn sáu giờ lúc 17:30. Ba trong số năm sân chính (có mái) đã mở cửa trong thời gian còn lại của ngày. Các trận đấu đôi được dời sang Ngày 4 để hoàn thành một số trận đấu đơn ở vòng 1.
- Hạt giống bị loại:
  - Đơn nam:  Rafael Nadal [1],  Botic van de Zandschulp [32]
  - Đơn nữ:  Daria Kasatkina [8],  Beatriz Haddad Maia [14],  Petra Kvitová [15],  Zheng Qinwen [29],  Jil Teichmann [32]
- Lịch thi đấu

| Trận đấu trên Sân chính | Trận đấu trên Sân chính           | Trận đấu trên Sân chính           | Trận đấu trên Sân chính           |
| Trận đấu trên sân Rod Laver Arena                                                                                            | Trận đấu trên sân Rod Laver Arena | Trận đấu trên sân Rod Laver Arena | Trận đấu trên sân Rod Laver Arena |
| Sự kiện | Người thắng trận                  | Người thua cuộc                   | Tỷ số                             |
| --- | --------------------------------- | --------------------------------- | --------------------------------- |
| Vòng 2 đơn nữ | Iga Świątek [1]                   | Camila Osorio                     | 6–2, 6–3                          |
| Vòng 2 đơn nữ | Jessica Pegula [3]                | Aliaksandra Sasnovich             | 6–2, 7–6(7–5)                     |
| Vòng 2 đơn nam | Mackenzie McDonald                | Rafael Nadal [1]                  | 6–4, 6–4, 7–5                     |
| Vòng 2 đơn nữ | Coco Gauff [7]                    | Emma Raducanu                     | 6–3, 7–6(7–4)                     |
| Vòng 2 đơn nam | Stefanos Tsitsipas [3]            | Rinky Hijikata (WC)               | 6–4, 6–0, 6–2                     |
| Trận đấu trên sân Margaret Court Arena                                                                                       |                                   |                                   |                                   |
| Sự kiện | Người thắng trận                  | Người thua cuộc                   | Tỷ số                             |
| Vòng 2 đơn nữ | Maria Sakkari [6]                 | Diana Shnaider (Q)                | 3–6, 7–5, 6–3                     |
| Vòng 2 đơn nam | Félix Auger-Aliassime [6]         | Alex Molčan                       | 3–6, 3–6, 6–3, 6–2, 6–2           |
| Vòng 2 đơn nữ | Madison Keys [10]                 | Wang Xinyu                        | 6–3, 6–2                          |
| Vòng 2 đơn nam | Daniil Medvedev [7]               | John Millman (WC)                 | 7–5, 6–2, 6–2                     |
| Vòng 2 đơn nữ | Danielle Collins [13]             | Karolína Muchová (PR)             | 6–7(1–7), 6–2, 7–6(10–6)          |
| Trận đấu trên sân John Cain Arena                                                                                            |                                   |                                   |                                   |
| Sự kiện | Người thắng trận                  | Người thua cuộc                   | Tỷ số                             |
| Vòng 2 đơn nam | Jannik Sinner [15]                | Tomás Martín Etcheverry           | 6–3, 6–2, 6–2                     |
| Vòng 2 đơn nữ | Anhelina Kalinina                 | Petra Kvitová [15]                | 7–5, 6–4                          |
| Vòng 2 đơn nam | Frances Tiafoe [16]               | Shang Juncheng (Q)                | 6–4, 6–4, 6–1                     |
| Vòng 2 đơn nam | Karen Khachanov [18]              | Jason Kubler (WC)                 | 6–4, 5–7, 6–4, 6–2                |
| Vòng 2 đơn nữ | Elena Rybakina [22]               | Kaja Juvan                        | 6–2, 6–1                          |
| Trận đấu trên sân Kia Arena                                                                                                  |                                   |                                   |                                   |
| Sự kiện | Người thắng trận                  | Người thua cuộc                   | Tỷ số                             |
| Vòng 2 đơn nữ | Cristina Bucșa (Q)                | Bianca Andreescu                  | 2–6, 7–6(9–7), 6–4                |
| Vòng 1 đơn nam | Thanasi Kokkinakis                | Fabio Fognini                     | 6–1, 6–2, 6–2                     |
| Vòng 2 đơn nữ | Marta Kostyuk                     | Olivia Gadecki (WC)               | 6–2, 6–1                          |
| Vòng 2 đơn nữ | Victoria Azarenka [24]            | Nadia Podoroska (PR)              | 6–1, 6–0                          |
| Trận đấu trên sân 1573 Arena                                                                                                 |                                   |                                   |                                   |
| Sự kiện | Người thắng trận                  | Người thua cuộc                   | Tỷ số                             |
| Vòng 2 đơn nữ | Barbora Krejčíková [20]           | Clara Burel (Q)                   | 6–4, 6–1                          |
| Vòng 1 đơn nam | Brandon Holt (Q)                  | Aleksandar Vukic (Q)              | 6–4, 1–6, 6–3, 3–6, 6–3           |
| Vòng 2 đơn nam | Denis Shapovalov [20]             | Taro Daniel                       | 6–3, 7–6(7–3), 7–5                |
| Trận đấu được tô màu là trận đấu diễn ra vào ban đêm                                                                         |                                   |                                   |                                   |
| Các trận đấu bắt đầu vào 11 giờ sáng (12 giờ sáng trên sân John Cain Arena), các trận đấu ban đêm bắt đầu vào 7 giờ tối AEDT |                                   |                                   |                                   |

### Ngày 4 (19 tháng 1)
Trận đấu vòng hai giữa Andy Murray và Thanasi Kokkinakis kéo dài 5 giờ 45 phút, với Murray giành chiến thắng sau 5 set, kết thúc lúc 4:06 sáng AEDT, kém 28 phút so với trận đấu ban đêm muộn nhất kể từ Lleyton Hewitt và Marcos Baghdatis ở Giải quần vợt Úc Mở rộng 2008. Trận đấu trở thành trận đấu dài thứ hai trong lịch sử Giải quần vợt Úc Mở rộng sau trận chung kết đơn nam năm 2012.
- Hạt giống bị loại:
  - Đơn nam:  Casper Ruud [2],  Taylor Fritz [8],  Alexander Zverev [12],  Pablo Carreño Busta [14],  Diego Schwartzman [23],  Alejandro Davidovich Fokina [30]
  - Đơn nữ:  Ons Jabeur [2],  Veronika Kudermetova [9],  Anett Kontaveit [16],  Liudmila Samsonova [18],  Irina-Camelia Begu [27]
  - Đôi nam:  Rafael Matos /  David Vega Hernández [13]
  - Đôi nữ:  Lyudmyla Kichenok /  Jeļena Ostapenko [5],  Alicja Rosolska /  Erin Routliffe [14]
- Lịch thi đấu

| Trận đấu trên Sân chính                                                               | Trận đấu trên Sân chính                | Trận đấu trên Sân chính                | Trận đấu trên Sân chính                |
| Trận đấu trên sân Rod Laver Arena                                                     | Trận đấu trên sân Rod Laver Arena      | Trận đấu trên sân Rod Laver Arena      | Trận đấu trên sân Rod Laver Arena      |
| Sự kiện                                                                               | Người thắng trận                       | Người thua cuộc                        | Tỷ số                                  |
| ------------------------------------------------------------------------------------- | -------------------------------------- | -------------------------------------- | -------------------------------------- |
| Vòng 2 đơn nữ                                                                         | Aryna Sabalenka [5]                    | Shelby Rogers                          | 6–3, 6–1                               |
| Vòng 2 đơn nam                                                                        | Jenson Brooksby                        | Casper Ruud [2]                        | 6–3, 7–5, 6–7(4–7), 6–2                |
| Vòng 2 đơn nữ                                                                         | Caroline Garcia [4]                    | Leylah Fernandez                       | 7–6(7–5), 7–5                          |
| Vòng 2 đơn nam                                                                        | Novak Djokovic [4]                     | Enzo Couacaud (Q)                      | 6–1, 6–7(5–7), 6–2, 6–0                |
| Vòng 2 đơn nữ                                                                         | Markéta Vondroušová (PR)               | Ons Jabeur [2]                         | 6–1, 5–7, 6–1                          |
| Trận đấu trên sân Margaret Court Arena                                                |                                        |                                        |                                        |
| Sự kiện                                                                               | Người thắng trận                       | Người thua cuộc                        | Tỷ số                                  |
| Vòng 2 đơn nữ                                                                         | Katie Volynets (Q)                     | Veronika Kudermetova [9]               | 6–4, 2–6, 6–2                          |
| Vòng 2 đơn nữ                                                                         | Magda Linette                          | Anett Kontaveit [16]                   | 3–6, 6–3, 6–4                          |
| Vòng 2 đơn nam                                                                        | Michael Mmoh (LL)                      | Alexander Zverev [12]                  | 6–7(1–7), 6–4, 6–3, 6–2                |
| Vòng 2 đơn nữ                                                                         | Belinda Bencic [12]                    | Claire Liu                             | 7–6(7–3), 6–3                          |
| Vòng 2 đơn nam                                                                        | Andy Murray                            | Thanasi Kokkinakis                     | 4–6, 6–7(4–7), 7–6(7–5), 6–3, 7–5      |
| Trận đấu trên sân John Cain Arena                                                     |                                        |                                        |                                        |
| Sự kiện                                                                               | Người thắng trận                       | Người thua cuộc                        | Tỷ số                                  |
| Vòng 2 đơn nữ                                                                         | Ekaterina Alexandrova [19]             | Taylor Townsend (WC)                   | 1–6, 6–2, 6–3                          |
| Vòng 2 đơn nữ                                                                         | Elise Mertens [26]                     | Lauren Davis                           | 6–4, 6–3                               |
| Vòng 2 đơn nam                                                                        | Alexei Popyrin (WC)                    | Taylor Fritz [8]                       | 6–7(4–7), 7–6(7–2), 6–4, 6–7(6–8), 6–2 |
| Vòng 2 đơn nam                                                                        | Alex de Minaur [22]                    | Adrian Mannarino                       | 7–6(7–3), 4–6, 6–4, 6–1                |
| Trận đấu trên sân Kia Arena                                                           |                                        |                                        |                                        |
| Sự kiện                                                                               | Người thắng trận                       | Người thua cuộc                        | Tỷ số                                  |
| Vòng 1 đôi nữ                                                                         | Chan Hao-ching [11] Yang Zhaoxuan [11] | Alizé Cornet (WC) Samantha Stosur (WC) | 6–3, 6–4                               |
| Vòng 1 đơn nam                                                                        | Andrey Rublev [5]                      | Emil Ruusuvuori                        | 6–2, 6–4, 6–7(2–7), 6–3                |
| Vòng 2 đơn nữ                                                                         | Linda Fruhvirtová                      | Kimberly Birrell (WC)                  | 6–3, 6–2                               |
| Vòng 2 đơn nam                                                                        | Holger Rune [9]                        | Maxime Cressy                          | 7–5, 6–4, 6–4                          |
| Trận đấu trên sân 1573 Arena                                                          |                                        |                                        |                                        |
| Sự kiện                                                                               | Người thắng trận                       | Người thua cuộc                        | Tỷ số                                  |
| Vòng 1 đôi nam                                                                        | Wesley Koolhof [1] Neal Skupski [1]    | Alexander Bublik John-Patrick Smith    | 6–1, 6–2                               |
| Vòng 2 đơn nam                                                                        | Ben Shelton                            | Nicolás Jarry (Q)                      | 7–6(7–3), 7–6(7–3), 7–5                |
| Vòng 2 đơn nữ                                                                         | Karolína Plíšková [30]                 | Yulia Putintseva                       | 6–0, 7–5                               |
| Vòng 2 đơn nam                                                                        | Grigor Dimitrov [27]                   | Laslo Đere                             | 6–3, 6–2, 6–0                          |
| Trận đấu được tô màu là trận đấu diễn ra vào ban đêm                                  |                                        |                                        |                                        |
| Các trận đấu bắt đầu vào 11 giờ sáng, các trận đấu ban đêm bắt đầu vào 7 giờ tối AEDT |                                        |                                        |                                        |

### Ngày 5 (20 tháng 1)
- Hạt giống bị loại:
  - Đơn nam:  Daniil Medvedev [7],  Cameron Norrie [11],  Frances Tiafoe [16],  Denis Shapovalov [20],  Francisco Cerúndolo [28]
  - Đơn nữ:  Maria Sakkari [6],  Madison Keys [10],  Danielle Collins [13]
  - Đôi nam:  Simone Bolelli /  Fabio Fognini [9],   Rohan Bopanna /  Matthew Ebden [10],  Jamie Murray /  Michael Venus [11]
  - Đôi nữ:  Kirsten Flipkens /  Laura Siegemund [13]
  - Đôi nam nữ:  Jessica Pegula /  Austin Krajicek [2],  Alicja Rosolska /  Jean-Julien Rojer [7]
- Lịch thi đấu

| Trận đấu trên Sân chính                                                               | Trận đấu trên Sân chính                      | Trận đấu trên Sân chính                   | Trận đấu trên Sân chính           |
| Trận đấu trên sân Rod Laver Arena                                                     | Trận đấu trên sân Rod Laver Arena            | Trận đấu trên sân Rod Laver Arena         | Trận đấu trên sân Rod Laver Arena |
| Sự kiện                                                                               | Người thắng trận                             | Người thua cuộc                           | Tỷ số                             |
| ------------------------------------------------------------------------------------- | -------------------------------------------- | ----------------------------------------- | --------------------------------- |
| Vòng 3 đơn nữ                                                                         | Barbora Krejčíková [20]                      | Anhelina Kalinina                         | 6–2, 6–3                          |
| Vòng 3 đơn nam                                                                        | Stefanos Tsitsipas [3]                       | Tallon Griekspoor                         | 6–2, 7–6(7–5), 6–3                |
| Vòng 3 đơn nữ                                                                         | Coco Gauff [7]                               | Bernarda Pera                             | 6–3, 6–2                          |
| Vòng 3 đơn nữ                                                                         | Victoria Azarenka [24]                       | Madison Keys [10]                         | 1–6, 6–2, 6–1                     |
| Vòng 3 đơn nam                                                                        | Sebastian Korda [29]                         | Daniil Medvedev [7]                       | 7–6(9–7), 6–3, 7–6(7–4)           |
| Trận đấu trên sân Margaret Court Arena                                                |                                              |                                           |                                   |
| Sự kiện                                                                               | Người thắng trận                             | Người thua cuộc                           | Tỷ số                             |
| Vòng 3 đơn nam                                                                        | Jannik Sinner [15]                           | Márton Fucsovics                          | 4–6, 4–6, 6–1, 6–2, 6–0           |
| Vòng 3 đơn nữ                                                                         | Jessica Pegula [3]                           | Marta Kostyuk                             | 6–0, 6–2                          |
| Vòng 3 đơn nữ                                                                         | Iga Świątek [1]                              | Cristina Bucșa (Q)                        | 6–0, 6–1                          |
| Vòng 3 đơn nam                                                                        | Hubert Hurkacz [10]                          | Denis Shapovalov [20]                     | 7–6(7–3), 6–4, 1–6, 4–6, 6–3      |
| Vòng 3 đơn nữ                                                                         | Zhu Lin                                      | Maria Sakkari [6]                         | 7–6(7–3), 1–6, 6–4                |
| Trận đấu trên sân John Cain Arena                                                     |                                              |                                           |                                   |
| Sự kiện                                                                               | Người thắng trận                             | Người thua cuộc                           | Tỷ số                             |
| Vòng 1 đôi nam                                                                        | Max Purcell Jordan Thompson                  | Guillermo Durán Philipp Oswald            | 6–3, 6–4                          |
| Vòng 1 đôi nữ                                                                         | Storm Hunter [4] Elise Mertens [4]           | Veronika Kudermetova · Liudmila Samsonova | 2–6, 7–6(8–6), 6–1                |
| Vòng 3 đơn nam                                                                        | Félix Auger-Aliassime [6]                    | Francisco Cerúndolo [28]                  | 6–1, 3–6, 6–1, 6–4                |
| Vòng 3 đơn nam                                                                        | Karen Khachanov [18]                         | Frances Tiafoe [16]                       | 6–3, 6–4, 3–6, 7–6(11–9)          |
| Trận đấu trên sân Kia Arena                                                           |                                              |                                           |                                   |
| Sự kiện                                                                               | Người thắng trận                             | Người thua cuộc                           | Tỷ số                             |
| Vòng 1 đôi nữ                                                                         | Nicole Melichar-Martinez [9] Ellen Perez [9] | Ekaterina Alexandrova · Vivian Heisen     | 6–2, 6–1                          |
| Vòng 1 đôi nam                                                                        | Alex Bolt (WC) Luke Saville (WC)             | Federico Coria Diego Schwartzman          | 6–2, 6–4                          |
| Vòng 3 đơn nữ                                                                         | Elena Rybakina [22]                          | Danielle Collins [13]                     | 6–2, 5–7, 6–2                     |
| Vòng 3 đơn nam                                                                        | Jiří Lehečka                                 | Cameron Norrie [11]                       | 6–7(8–10), 6–3, 3–6, 6–1, 6–4     |
| Trận đấu trên sân 1573 Arena                                                          |                                              |                                           |                                   |
| Sự kiện                                                                               | Người thắng trận                             | Người thua cuộc                           | Tỷ số                             |
| Vòng 1 đôi nữ                                                                         | Gabriela Dabrowski [3] Giuliana Olmos [3]    | Irina-Camelia Begu Shelby Rogers          | 4–6, 6–2, 6–2                     |
| Vòng 1 đôi nữ                                                                         | Linda Fruhvirtová Alison Riske-Amritraj      | Natela Dzalamidze · Alexandra Panova      | 6–7(4–7), 6–4, 7–5                |
| Vòng 3 đơn nữ                                                                         | Jeļena Ostapenko [17]                        | Kateryna Baindl                           | 6–3, 6–0                          |
| Vòng 1 đôi nam                                                                        | Benjamin Bonzi Arthur Rinderknech            | John Millman (WC) Aleksandar Vukic (WC)   | 6–2, 7–6(7–3)                     |
| Vòng 1 đôi nam nữ                                                                     | Jeļena Ostapenko David Vega Hernández        | Chan Hao-ching Michael Venus              | 6–2, 6–7(5–7), [10–6]             |
| Trận đấu được tô màu là trận đấu diễn ra vào ban đêm                                  |                                              |                                           |                                   |
| Các trận đấu bắt đầu vào 11 giờ sáng, các trận đấu ban đêm bắt đầu vào 7 giờ tối AEDT |                                              |                                           |                                   |

### Ngày 6 (21 tháng 1)
- Hạt giống bị loại:
  - Đơn nam:  Dan Evans [25],  Grigor Dimitrov [27]
  - Đơn nữ:  Ekaterina Alexandrova [19],  Elise Mertens [26]
  - Đôi nam:  Nikola Mektić /  Mate Pavić [4],  Ivan Dodig /  Austin Krajicek [5],  Lloyd Glasspool /  Harri Heliövaara [6],  Santiago González /  Édouard Roger-Vasselin [15]
  - Đôi nữ:  Nicole Melichar-Martinez /  Ellen Perez [9],  Asia Muhammad /  Taylor Townsend [12]
  - Đôi nam nữ:  Ena Shibahara /  Wesley Koolhof [4]
- Lịch thi đấu

| Trận đấu trên Sân chính                                                               | Trận đấu trên Sân chính                       | Trận đấu trên Sân chính                            | Trận đấu trên Sân chính           |
| Trận đấu trên sân Rod Laver Arena                                                     | Trận đấu trên sân Rod Laver Arena             | Trận đấu trên sân Rod Laver Arena                  | Trận đấu trên sân Rod Laver Arena |
| Sự kiện                                                                               | Người thắng trận                              | Người thua cuộc                                    | Tỷ số                             |
| ------------------------------------------------------------------------------------- | --------------------------------------------- | -------------------------------------------------- | --------------------------------- |
| Vòng 3 đơn nữ                                                                         | Karolína Plíšková [30]                        | Varvara Gracheva                                   | 6–4, 6–2                          |
| Vòng 3 đơn nữ                                                                         | Belinda Bencic [12]                           | Camila Giorgi                                      | 6–2, 7–5                          |
| Vòng 3 đơn nam                                                                        | Alex de Minaur [22]                           | Benjamin Bonzi                                     | 7–6(7–0), 6–2, 6–1                |
| Vòng 3 đơn nam                                                                        | Novak Djokovic [4]                            | Grigor Dimitrov [27]                               | 7–6(9–7), 6–3, 6–4                |
| Vòng 3 đơn nữ                                                                         | Magda Linette                                 | Ekaterina Alexandrova [19]                         | 6–3, 6–4                          |
| Trận đấu trên sân Margaret Court Arena                                                |                                               |                                                    |                                   |
| Sự kiện                                                                               | Người thắng trận                              | Người thua cuộc                                    | Tỷ số                             |
| Vòng 3 đơn nữ                                                                         | Donna Vekić                                   | Nuria Párrizas Díaz                                | 6–2, 6–2                          |
| Vòng 3 đơn nam                                                                        | Andrey Rublev [5]                             | Dan Evans [25]                                     | 6–4, 6–2, 6–3                     |
| Vòng 3 đơn nữ                                                                         | Aryna Sabalenka [5]                           | Elise Mertens [26]                                 | 6–2, 6–3                          |
| Vòng 3 đơn nam                                                                        | Roberto Bautista Agut [24]                    | Andy Murray                                        | 6–1, 6–7(7–9), 6–3, 6–4           |
| Vòng 2 đôi nam                                                                        | Rinky Hijikata (WC) Jason Kubler (WC)         | Lloyd Glasspool [6] Harri Heliövaara [6]           | 3–6, 7–5, 6–2                     |
| Trận đấu trên sân John Cain Arena                                                     |                                               |                                                    |                                   |
| Sự kiện                                                                               | Người thắng trận                              | Người thua cuộc                                    | Tỷ số                             |
| Vòng 2 đôi nữ                                                                         | Marta Kostyuk Elena-Gabriela Ruse             | Nicole Melichar-Martinez [9] Ellen Perez [9]       | 3–6, 7–6(9–7), 6–0                |
| Vòng 3 đơn nam                                                                        | Holger Rune [9]                               | Ugo Humbert                                        | 6–4, 6–2, 7–6(7–5)                |
| Vòng 2 đôi nam                                                                        | Andreas Mies [14] John Peers [14]             | André Göransson Marc-Andrea Hüsler                 | 6–4, 7–6(7–5)                     |
| Vòng 3 đơn nam                                                                        | Ben Shelton                                   | Alexei Popyrin (WC)                                | 6–3, 7–6(7–4), 6–4                |
| Trận đấu trên sân Kia Arena                                                           |                                               |                                                    |                                   |
| Sự kiện                                                                               | Người thắng trận                              | Người thua cuộc                                    | Tỷ số                             |
| Vòng 2 đôi nữ                                                                         | Anastasia Pavlyuchenkova · Elena Rybakina     | Latisha Chan Alexa Guarachi                        | 6–1, 6–0                          |
| Vòng 2 đôi nam                                                                        | Wesley Koolhof [1] Neal Skupski [1]           | Petros Tsitsipas Stefanos Tsitsipas                | 7–6(8–6), 4–6, 7–6(10–7)          |
| Vòng 3 đơn nam                                                                        | J. J. Wolf                                    | Michael Mmoh (LL)                                  | 6–4, 6–1, 6–2                     |
| Vòng 3 đơn nữ                                                                         | Caroline Garcia [4]                           | Laura Siegemund (PR)                               | 1–6, 6–3, 6–3                     |
| Vòng 2 đôi nam                                                                        | Nikola Ćaćić Aisam-ul-Haq Qureshi             | Santiago González [15] Édouard Roger-Vasselin [15] | 7–6(7–1), 7–6(7–4)                |
| Trận đấu trên sân 1573 Arena                                                          |                                               |                                                    |                                   |
| Sự kiện                                                                               | Người thắng trận                              | Người thua cuộc                                    | Tỷ số                             |
| Vòng 2 đôi nam                                                                        | Lloyd Harris Raven Klaasen                    | Sadio Doumbia Fabien Reboul                        | 6–4, 6–4                          |
| Vòng 3 đơn nữ                                                                         | Zhang Shuai [23]                              | Katie Volynets (Q)                                 | 6–3, 6–2                          |
| Vòng 3 đơn nữ                                                                         | Linda Fruhvirtová                             | Markéta Vondroušová (PR)                           | 7–5, 2–6, 6–3                     |
| Vòng 1 đôi nam nữ                                                                     | Olivia Gadecki (WC) Marc Polmans (WC)         | Ena Shibahara [4] Wesley Koolhof [4]               | 6–2, 6–2                          |
| Vòng 2 đôi nữ                                                                         | Barbora Krejčíková [1] Kateřina Siniaková [1] | Linda Fruhvirtová Alison Riske-Amritraj            | 6–2, 6–2                          |
| Trận đấu được tô màu là trận đấu diễn ra vào ban đêm                                  |                                               |                                                    |                                   |
| Các trận đấu bắt đầu vào 11 giờ sáng, các trận đấu ban đêm bắt đầu vào 7 giờ tối AEDT |                                               |                                                    |                                   |

### Ngày 7 (22 tháng 1)
- Hạt giống bị loại:
  - Đơn nam:  Félix Auger-Aliassime [6],  Hubert Hurkacz [10],  Jannik Sinner [15],  Yoshihito Nishioka [31]
  - Đơn nữ:  Iga Świątek [1],  Coco Gauff [7],  Barbora Krejčíková [20]
  - Đôi nữ:  Beatriz Haddad Maia /  Zhang Shuai [7],  Sania Mirza /  Anna Danilina [8]
  - Đôi nam nữ:  Nikola Mektić /  Demi Schuurs [5],  Gabriela Dabrowski /  Max Purcell [8]
- Lịch thi đấu

| Trận đấu trên Sân chính                                                               | Trận đấu trên Sân chính                      | Trận đấu trên Sân chính                  | Trận đấu trên Sân chính           |
| Trận đấu trên sân Rod Laver Arena                                                     | Trận đấu trên sân Rod Laver Arena            | Trận đấu trên sân Rod Laver Arena        | Trận đấu trên sân Rod Laver Arena |
| Sự kiện                                                                               | Người thắng trận                             | Người thua cuộc                          | Tỷ số                             |
| ------------------------------------------------------------------------------------- | -------------------------------------------- | ---------------------------------------- | --------------------------------- |
| Đôi nam huyền thoại                                                                   | Bob Bryan Mike Bryan                         | Marcos Baghdatis Mark Philippoussis      | 6–1, 6–4                          |
| Vòng 4 đơn nữ                                                                         | Elena Rybakina [22]                          | Iga Świątek [1]                          | 6–4, 6–4                          |
| Vòng 4 đơn nam                                                                        | Sebastian Korda [29]                         | Hubert Hurkacz [10]                      | 3–6, 6–3, 6–2, 1–6, 7–6(10–7)     |
| Vòng 4 đơn nam                                                                        | Stefanos Tsitsipas [3]                       | Jannik Sinner [15]                       | 6–4, 6–4, 3–6, 4–6, 6–3           |
| Vòng 4 đơn nữ                                                                         | Victoria Azarenka [24]                       | Zhu Lin                                  | 4–6, 6–1, 6–4                     |
| Trận đấu trên sân Margaret Court Arena                                                |                                              |                                          |                                   |
| Sự kiện                                                                               | Người thắng trận                             | Người thua cuộc                          | Tỷ số                             |
| Vòng 2 đôi nam nữ                                                                     | Luisa Stefani Rafael Matos                   | Bethanie Mattek-Sands Mate Pavić         | 6–4, 6–4                          |
| Vòng 4 đơn nữ                                                                         | Jeļena Ostapenko [17]                        | Coco Gauff [7]                           | 7–5, 6–3                          |
| Vòng 4 đơn nam                                                                        | Jiří Lehečka                                 | Félix Auger-Aliassime [6]                | 4–6, 6–3, 7–6(7–2), 7–6(7–3)      |
| Trận đấu trên sân John Cain Arena                                                     |                                              |                                          |                                   |
| Sự kiện                                                                               | Người thắng trận                             | Người thua cuộc                          | Tỷ số                             |
| Vòng 2 đôi nữ                                                                         | Storm Hunter [4] Elise Mertens [4]           | Tímea Babos Kristina Mladenovic          | 6–3, 6–3                          |
| Vòng 4 đơn nam                                                                        | Karen Khachanov [18]                         | Yoshihito Nishioka [31]                  | 6–0, 6–0, 7–6(7–4)                |
| Vòng 4 đơn nữ                                                                         | Jessica Pegula [3]                           | Barbora Krejčíková [20]                  | 7–5, 6–2                          |
| Trận đấu trên sân Kia Arena                                                           |                                              |                                          |                                   |
| Sự kiện                                                                               | Người thắng trận                             | Người thua cuộc                          | Tỷ số                             |
| Vòng 2 đôi nam                                                                        | Jérémy Chardy Fabrice Martin                 | Sriram Balaji (A) Ariel Behar (A)        | 6–4, 6–4                          |
| Vòng 2 đôi nam                                                                        | Benjamin Bonzi Arthur Rinderknech            | Nicolás Barrientos Jeevan Nedunchezhiyan | 6–7(5–7), 6–3, 7–6(10–2)          |
| Vòng 2 đôi nam                                                                        | Hugo Nys Jan Zieliński                       | Max Purcell Jordan Thompson              | 4–6, 6–4, 7–6(10–7)               |
| Vòng 2 đôi nam                                                                        | Rajeev Ram [2] Joe Salisbury [2]             | Marc Polmans (WC) Alexei Popyrin (WC)    | 7–6(8–6), 4–6, 6–3                |
| Vòng 2 đôi nam nữ                                                                     | Lizette Cabrera (WC) John-Patrick Smith (WC) | Gabriela Dabrowski [8] Max Purcell [8]   | 2–6, 7–5, [10–7]                  |
| Trận đấu được tô màu là trận đấu diễn ra vào ban đêm                                  |                                              |                                          |                                   |
| Các trận đấu bắt đầu vào 11 giờ sáng, các trận đấu ban đêm bắt đầu vào 7 giờ tối AEDT |                                              |                                          |                                   |

### Ngày 8 (23 tháng 1)
- Hạt giống bị loại:
  - Đơn nam:  Holger Rune [9],  Alex de Minaur [22],  Roberto Bautista Agut [24]
  - Đơn nữ:  Caroline Garcia [4],  Belinda Bencic [12],  Zhang Shuai [23]
  - Đôi nam:  Rajeev Ram /   Joe Salisbury [2],   Juan Sebastian Cabal /  Robert Farah [12],  Matwe Middelkoop /  Robin Haase [16]
  - Đôi nữ:  Miyu Kato /  Aldila Sutjiadi [16]
  - Đôi nam nữ:  Marcelo Arévalo /  Giuliana Olmos [1]
- Lịch thi đấu

| Trận đấu trên Sân chính                                                               | Trận đấu trên Sân chính                       | Trận đấu trên Sân chính                   | Trận đấu trên Sân chính                |
| Trận đấu trên sân Rod Laver Arena                                                     | Trận đấu trên sân Rod Laver Arena             | Trận đấu trên sân Rod Laver Arena         | Trận đấu trên sân Rod Laver Arena      |
| Sự kiện                                                                               | Người thắng trận                              | Người thua cuộc                           | Tỷ số                                  |
| ------------------------------------------------------------------------------------- | --------------------------------------------- | ----------------------------------------- | -------------------------------------- |
| Vòng 4 đơn nữ                                                                         | Aryna Sabalenka [5]                           | Belinda Bencic [12]                       | 7–5, 6–2                               |
| Vòng 4 đơn nữ                                                                         | Magda Linette                                 | Caroline Garcia [4]                       | 7–6(7–3), 6–4                          |
| Vòng 4 đơn nam                                                                        | Andrey Rublev [5]                             | Holger Rune [9]                           | 6–3, 3–6, 6–3, 4–6, 7–6(11–9)          |
| Vòng 4 đơn nam                                                                        | Novak Djokovic [4]                            | Alex de Minaur [22]                       | 6–2, 6–1, 6–2                          |
| Vòng 3 đôi nữ                                                                         | Storm Hunter Elise Mertens [4]                | Viktorija Golubic Monica Niculescu        | 6–2, 6–2                               |
| Trận đấu trên sân Margaret Court Arena                                                |                                               |                                           |                                        |
| Sự kiện                                                                               | Người thắng trận                              | Người thua cuộc                           | Tỷ số                                  |
| Đôi nam nữ huyền thoại                                                                | Cara Black Mike Bryan                         | Barbara Schett Bob Bryan                  | 6–3, 7–5                               |
| Vòng 4 đơn nữ                                                                         | Donna Vekić                                   | Linda Fruhvirtová                         | 6–2, 1–6, 6–3                          |
| Vòng 3 đôi nam                                                                        | Rinky Hijikata (WC) Jason Kubler (WC)         | Tomislav Brkić Gonzalo Escobar            | 1–6, 7–6(10–8), 6–4                    |
| Vòng 4 đơn nam                                                                        | Tommy Paul                                    | Roberto Bautista Agut [24]                | 6–2, 4–6, 6–2, 7–5                     |
| Trận đấu trên sân John Cain Arena                                                     |                                               |                                           |                                        |
| Sự kiện                                                                               | Người thắng trận                              | Người thua cuộc                           | Tỷ số                                  |
| Vòng 3 đôi nữ                                                                         | Shuko Aoyama [10] Ena Shibahara [10]          | Anastasia Pavlyuchenkova · Elena Rybakina | 6–2, 7–6(9–7)                          |
| Vòng 3 đôi nữ                                                                         | Chan Hao-ching [11] Yang Zhaoxuan [11]        | Anhelina Kalinina Alison Van Uytvanck     | 6–3, 7–5                               |
| Vòng 4 đơn nam                                                                        | Ben Shelton                                   | J. J. Wolf                                | 6–7(5–7), 6–2, 6–7(4–7), 7–6(7–4), 6–2 |
| Vòng 3 đôi nữ                                                                         | Barbora Krejčíková [1] Kateřina Siniaková [1] | Oksana Kalashnikova Alycia Parks          | 6–0, 6–3                               |
| Trận đấu trên sân Kia Arena                                                           |                                               |                                           |                                        |
| Sự kiện                                                                               | Người thắng trận                              | Người thua cuộc                           | Tỷ số                                  |
| Vòng 3 đôi nam                                                                        | Wesley Koolhof [1] Neal Skupski [1]           | Nikola Ćaćić Aisam-ul-Haq Qureshi         | 6–4, 6–2                               |
| Vòng 4 đơn nữ                                                                         | Karolína Plíšková [30]                        | Zhang Shuai [23]                          | 6–0, 6–4                               |
| Vòng 3 đôi nữ                                                                         | Coco Gauff [2] Jessica Pegula [2]             | Miyu Kato [16] Aldila Sutjiadi [16]       | 6–4, 6–2                               |
| Vòng 3 đôi nam                                                                        | Andreas Mies [14] John Peers [14]             | Alex Bolt (WC) Luke Saville (WC)          | 6–0, 6–3                               |
| Vòng 2 đôi nam nữ                                                                     | Jeļena Ostapenko David Vega Hernández         | Giuliana Olmos [1] Marcelo Arévalo [1]    | 6–7(4–7), 7–6(8–6), [10–8]             |
| Vòng 2 đôi nam nữ                                                                     | Olivia Gadecki (WC) Marc Polmans (WC)         | Kimberly Birrell (WC) Rinky Hijikata (WC) | 6–0, 6–2                               |
| Trận đấu được tô màu là trận đấu diễn ra vào ban đêm                                  |                                               |                                           |                                        |
| Các trận đấu bắt đầu vào 11 giờ sáng, các trận đấu ban đêm bắt đầu vào 7 giờ tối AEDT |                                               |                                           |                                        |

### Ngày 9 (24 tháng 1)
- Hạt giống bị loại:
  - Đơn nam:  Sebastian Korda [29]
  - Đơn nữ:  Jessica Pegula [3],  Jeļena Ostapenko [17]
  - Đôi nam:  Marcelo Arévalo /  Jean-Julien Rojer [3]
  - Đôi nữ:  Gabriela Dabrowski /  Giuliana Olmos [3]
- Lịch thi đấu

| Trận đấu trên Sân chính                                                               | Trận đấu trên Sân chính               | Trận đấu trên Sân chính                      | Trận đấu trên Sân chính           |
| Trận đấu trên sân Rod Laver Arena                                                     | Trận đấu trên sân Rod Laver Arena     | Trận đấu trên sân Rod Laver Arena            | Trận đấu trên sân Rod Laver Arena |
| Sự kiện                                                                               | Người thắng trận                      | Người thua cuộc                              | Tỷ số                             |
| ------------------------------------------------------------------------------------- | ------------------------------------- | -------------------------------------------- | --------------------------------- |
| Tứ kết đôi nam nữ                                                                     | Luisa Stefani Rafael Matos            | Lizette Cabrera (WC) John-Patrick Smith (WC) | 6–3, 6–4                          |
| Tứ kết đơn nữ                                                                         | Elena Rybakina [22]                   | Jeļena Ostapenko [17]                        | 6–2, 6–4                          |
| Tứ kết đơn nam                                                                        | Karen Khachanov [18]                  | Sebastian Korda [29]                         | 7–6(7–5), 6–2, 3–0 bỏ cuộc        |
| Tứ kết đơn nữ                                                                         | Victoria Azarenka [24]                | Jessica Pegula [3]                           | 6–4, 6–1                          |
| Tứ kết đơn nam                                                                        | Stefanos Tsitsipas [3]                | Jiří Lehečka                                 | 6–3, 7–6(7–2), 6–4                |
| Trận đấu trên sân Margaret Court Arena                                                |                                       |                                              |                                   |
| Sự kiện                                                                               | Người thắng trận                      | Người thua cuộc                              | Tỷ số                             |
| Vòng 1 đơn nam xe lăn                                                                 | Martin De la Puente                   | Ben Weekes (WC)                              | 7–5, 6–2                          |
| Vòng 1 đơn nữ xe lăn                                                                  | Aniek van Koot [3]                    | Angélica Bernal                              | 6–1, 7–5                          |
| Vòng 3 đôi nữ                                                                         | Caroline Dolehide · Anna Kalinskaya   | Gabriela Dabrowski [3] Giuliana Olmos [3]    | 7–5, 6–2                          |
| Tứ kết đơn xe lăn quad                                                                | Niels Vink [1]                        | Ymanitu Silva                                | 6–1, 6–0                          |
| Vòng 3 đôi nữ                                                                         | Desirae Krawczyk [6] Demi Schuurs [6] | Tereza Mihalíková · Aliaksandra Sasnovich    | 6–3, 6–1                          |
| Tứ kết đôi nam nữ                                                                     | Olivia Gadecki (WC) Marc Polmans (WC) | Maddison Inglis (WC) Jason Kubler (WC)       | 6–3, 6–2                          |
| Trận đấu trên sân Kia Arena                                                           |                                       |                                              |                                   |
| Sự kiện                                                                               | Người thắng trận                      | Người thua cuộc                              | Tỷ số                             |
| Vòng 1 đơn nam xe lăn                                                                 | Gustavo Fernández [2]                 | Ruben Spaargaren                             | 6–3, 6–2                          |
| Vòng 1 đơn nữ xe lăn                                                                  | Diede de Groot [1]                    | Kgothatso Montjane                           | 6–1, 6–1                          |
| Tứ kết đôi nam                                                                        | Jérémy Chardy Fabrice Martin          | Marcelo Arévalo [3] Jean-Julien Rojer [3]    | 6–3, 2–6, 7–6(10–4)               |
| Tứ kết đôi nam nữ                                                                     | Sania Mirza Rohan Bopanna             | Jeļena Ostapenko David Vega Hernández        | Bỏ cuộc trước trận đấu            |
| Trận đấu được tô màu là trận đấu diễn ra vào ban đêm                                  |                                       |                                              |                                   |
| Các trận đấu bắt đầu vào 11 giờ sáng, các trận đấu ban đêm bắt đầu vào 7 giờ tối AEDT |                                       |                                              |                                   |

### Ngày 10 (25 tháng 1)
- Hạt giống bị loại:
  - Đơn nam:  Andrey Rublev [5]
  - Đơn nữ:  Karolína Plíšková [30]
  - Đôi nam:  Wesley Koolhof /  Neal Skupski [1],  Andreas Mies /  John Peers [14]
  - Đôi nữ:  Storm Hunter /  Elise Mertens [4],  Desirae Krawczyk /  Demi Schuurs [6],  Chan Hao-ching /  Yang Zhaoxuan [11]
  - Đôi nam nữ:  Desirae Krawczyk /  Neal Skupski [3]
- Lịch thi đấu

| Trận đấu trên Sân chính                                                               | Trận đấu trên Sân chính                    | Trận đấu trên Sân chính                | Trận đấu trên Sân chính           |
| Trận đấu trên sân Rod Laver Arena                                                     | Trận đấu trên sân Rod Laver Arena          | Trận đấu trên sân Rod Laver Arena      | Trận đấu trên sân Rod Laver Arena |
| Sự kiện                                                                               | Người thắng trận                           | Người thua cuộc                        | Tỷ số                             |
| ------------------------------------------------------------------------------------- | ------------------------------------------ | -------------------------------------- | --------------------------------- |
| Tứ kết đơn nữ                                                                         | Magda Linette                              | Karolína Plíšková [30]                 | 6–3, 7–5                          |
| Tứ kết đơn nữ                                                                         | Aryna Sabalenka [5]                        | Donna Vekić                            | 6–3, 6–2                          |
| Tứ kết đơn nam                                                                        | Tommy Paul                                 | Ben Shelton                            | 7–6(8–6), 6–3, 5–7, 6–4           |
| Tứ kết đơn nam                                                                        | Novak Djokovic [4]                         | Andrey Rublev [5]                      | 6–1, 6–2, 6–4                     |
| Bán kết đôi nam nữ                                                                    | Luisa Stefani Rafael Matos                 | Olivia Gadecki (WC) Marc Polmans (WC)  | 6–4, 4–6, [11–9]                  |
| Trận đấu trên sân Margaret Court Arena                                                |                                            |                                        |                                   |
| Sự kiện                                                                               | Người thắng trận                           | Người thua cuộc                        | Tỷ số                             |
| Tứ kết đơn nữ xe lăn                                                                  | Diede de Groot [1]                         | Momoko Ohtani                          | 6–4, 6–0                          |
| Tứ kết đôi nữ                                                                         | Marta Kostyuk Elena-Gabriela Ruse          | Storm Hunter [4] Elise Mertens [4]     | 7–6(8–6), 2–6, 6–4                |
| Tứ kết đôi nữ                                                                         | Coco Gauff [2] Jessica Pegula [2]          | Chan Hao-ching [11] Yang Zhaoxuan [11] | 6–1, 6–1                          |
| Bán kết đôi xe lăn quad                                                               | Sam Schröder [1] Niels Vink [1]            | Heath Davidson David Wagner            | 6–0, 6–1                          |
| Bán kết đôi nam nữ                                                                    | Sania Mirza Rohan Bopanna                  | Desirae Krawczyk [3] Neal Skupski [3]  | 7–6(7–5), 6–7(5–7), [10–6]        |
| Trận đấu trên sân Kia Arena                                                           |                                            |                                        |                                   |
| Sự kiện                                                                               | Người thắng trận                           | Người thua cuộc                        | Tỷ số                             |
| Tứ kết đôi nam                                                                        | Marcel Granollers [8] Horacio Zeballos [8] | Andreas Mies [14] John Peers [14]      | 6–4, 6–7(2–7), 6–2                |
| Tứ kết đôi nam                                                                        | Neal Skupski (WC) Jason Kubler (WC)        | Wesley Koolhof [1] Neal Skupski [1]    | 6–3, 6–1                          |
| Tứ kết đôi nam xe lăn                                                                 | Alfie Hewett [2] Gordon Reid [2]           | Joachim Gérard Takuya Miki             | 6–0, 6–3                          |
| Tứ kết đôi nữ xe lăn                                                                  | Yui Kamiji [2] Zhu Zhenzhen [2]            | Jiske Griffioen Momoko Ohtani          | 6–2, 6–0                          |
| Trận đấu được tô màu là trận đấu diễn ra vào ban đêm                                  |                                            |                                        |                                   |
| Các trận đấu bắt đầu vào 11 giờ sáng, các trận đấu ban đêm bắt đầu vào 7 giờ tối AEDT |                                            |                                        |                                   |

### Ngày 11 (26 tháng 1)
- Hạt giống bị loại:
  - Đơn nữ:  Victoria Azarenka [24]
  - Đôi nam:  Marcel Granollers /  Horacio Zeballos [8]
- Lịch thi đấu

| Trận đấu trên Sân chính                                                               | Trận đấu trên Sân chính                | Trận đấu trên Sân chính                    | Trận đấu trên Sân chính           |
| Trận đấu trên sân Rod Laver Arena                                                     | Trận đấu trên sân Rod Laver Arena      | Trận đấu trên sân Rod Laver Arena          | Trận đấu trên sân Rod Laver Arena |
| Sự kiện                                                                               | Người thắng trận                       | Người thua cuộc                            | Tỷ số                             |
| ------------------------------------------------------------------------------------- | -------------------------------------- | ------------------------------------------ | --------------------------------- |
| Đôi nữ huyền thoại                                                                    | Daniela Hantuchová Agnieszka Radwańska | Iva Majoli Barbara Schett                  | 6–3, 6–3                          |
| Bán kết đôi nam                                                                       | Hugo Nys Jan Zieliński                 | Jérémy Chardy Fabrice Martin               | 6–3, 5–7, 6–2                     |
| Bán kết đôi nam                                                                       | Rinky Hijikata (WC) Jason Kubler (WC)  | Marcel Granollers [8] Horacio Zeballos [8] | 6–4, 6–2                          |
| Bán kết đơn nữ                                                                        | Elena Rybakina [22]                    | Victoria Azarenka [24]                     | 7–6(7–4), 6–3                     |
| Bán kết đơn nữ                                                                        | Aryna Sabalenka [5]                    | Magda Linette                              | 7–6(7–1), 6–2                     |
| Trận đấu trên sân Margaret Court Arena                                                |                                        |                                            |                                   |
| Sự kiện                                                                               | Người thắng trận                       | Người thua cuộc                            | Tỷ số                             |
| Đôi nam huyền thoại                                                                   | Marcos Baghdatis Mark Philippoussis    | Tommy Haas Radek Štěpánek                  | 6–4, 6–3                          |
| Tứ kết đơn nữ trẻ                                                                     | Alina Korneeva [9]                     | Tereza Valentová [2]                       | 7–5, 3–6, 6–0                     |
| Bán kết đơn xe lăn quad                                                               | Niels Vink [1]                         | Donald Ramphadi                            | 6–3, 6–0                          |
| Bán kết đơn xe lăn quad                                                               | Sam Schröder [2]                       | David Wagner                               | 6–0, 6–3                          |
| Bán kết đôi nam trẻ                                                                   | Alexander Blockx [1] João Fonseca [1]  | Cooper Errey (WC) Marcus Schoeman (WC)     | 7–5, 7–6(7–1)                     |
| Trận đấu trên sân Kia Arena                                                           |                                        |                                            |                                   |
| Sự kiện                                                                               | Người thắng trận                       | Người thua cuộc                            | Tỷ số                             |
| Bán kết đơn nam xe lăn                                                                | Alfie Hewett [1]                       | Takuya Miki                                | 6–1, 6–1                          |
| Bán kết đơn nữ xe lăn                                                                 | Yui Kamiji [2]                         | Jiske Griffioen [4]                        | 6–2, 6–1                          |
| Bán kết đôi nam xe lăn                                                                | Alfie Hewett [2] Gordon Reid [2]       | Daisuke Arai Takashi Sanada                | 6–4, 6–4                          |
| Bán kết đôi nữ xe lăn                                                                 | Diede de Groot [1] Aniek van Koot [1]  | Dana Mathewson Lucy Shuker                 | 6–2, 6–1                          |
| Trận đấu được tô màu là trận đấu diễn ra vào ban đêm                                  |                                        |                                            |                                   |
| Các trận đấu bắt đầu vào 11 giờ sáng, các trận đấu ban đêm bắt đầu vào 7 giờ tối AEDT |                                        |                                            |                                   |

### Ngày 12 (27 tháng 1)
- Hạt giống bị loại:
  - Đơn nam:  Karen Khachanov [18]
  - Đôi nữ:  Coco Gauff /  Jessica Pegula [2]
- Lịch thi đấu

| Trận đấu trên Sân chính                                                               | Trận đấu trên Sân chính                       | Trận đấu trên Sân chính           | Trận đấu trên Sân chính           |
| Trận đấu trên sân Rod Laver Arena                                                     | Trận đấu trên sân Rod Laver Arena             | Trận đấu trên sân Rod Laver Arena | Trận đấu trên sân Rod Laver Arena |
| Sự kiện                                                                               | Người thắng trận                              | Người thua cuộc                   | Tỷ số                             |
| ------------------------------------------------------------------------------------- | --------------------------------------------- | --------------------------------- | --------------------------------- |
| Chung kết đôi nam nữ                                                                  | Luisa Stefani Rafael Matos                    | Sania Mirza Rohan Bopanna         | 7–6(7–2), 6–2                     |
| Bán kết đơn nam                                                                       | Stefanos Tsitsipas [3]                        | Karen Khachanov [18]              | 7–6(7–2), 6–4, 6–7(6–8), 6–3      |
| Bán kết đơn nam                                                                       | Novak Djokovic [4]                            | Tommy Paul                        | 7–5, 6–1, 6–2                     |
| Trận đấu trên sân Margaret Court Arena                                                |                                               |                                   |                                   |
| Sự kiện                                                                               | Người thắng trận                              | Người thua cuộc                   | Tỷ số                             |
| Bán kết đôi nữ                                                                        | Barbora Krejčíková [1] Kateřina Siniaková [1] | Marta Kostyuk Elena-Gabriela Ruse | 6–2, 6–2                          |
| Bán kết đôi nữ                                                                        | Shuko Aoyama [10] Ena Shibahara [10]          | Coco Gauff [2] Jessica Pegula [2] | 6–2, 7–6(9–7)                     |
| Vòng 1 đôi nam huyền thoại                                                            | Bob Bryan Mike Bryan                          | Marcos Baghdatis Radek Štěpánek   | 6–4, 6–3                          |
| Trận đấu được tô màu là trận đấu diễn ra vào ban đêm                                  |                                               |                                   |                                   |
| Các trận đấu bắt đầu vào 11 giờ sáng, các trận đấu ban đêm bắt đầu vào 7 giờ tối AEDT |                                               |                                   |                                   |

### Ngày 13 (28 tháng 1)
- Hạt giống bị loại:
  - Đơn nữ:  Elena Rybakina [22]
- Lịch thi đấu

| Trận đấu trên Sân chính                                                               | Trận đấu trên Sân chính               | Trận đấu trên Sân chính           | Trận đấu trên Sân chính           |
| Trận đấu trên sân Rod Laver Arena                                                     | Trận đấu trên sân Rod Laver Arena     | Trận đấu trên sân Rod Laver Arena | Trận đấu trên sân Rod Laver Arena |
| Sự kiện                                                                               | Người thắng trận                      | Người thua cuộc                   | Tỷ số                             |
| ------------------------------------------------------------------------------------- | ------------------------------------- | --------------------------------- | --------------------------------- |
| Chung kết đơn nữ trẻ                                                                  | Alina Korneeva [9]                    | Mirra Andreeva [7]                | 6–7(2–7), 6–4, 7–5                |
| Chung kết đơn nam trẻ                                                                 | Alexander Blockx [3]                  | Learner Tien                      | 6–1, 2–6, 7–6(11–9)               |
| Chung kết đơn nữ                                                                      | Aryna Sabalenka [5]                   | Elena Rybakina [22]               | 4–6, 6–3, 6–4                     |
| Chung kết đôi nam                                                                     | Rinky Hijikata (WC) Jason Kubler (WC) | Hugo Nys Jan Zieliński            | 6–4, 7–6(7–4)                     |
| Trận đấu trên sân Margaret Court Arena                                                |                                       |                                   |                                   |
| Sự kiện                                                                               | Người thắng trận                      | Người thua cuộc                   | Tỷ số                             |
| Chung kết đơn nữ xe lăn                                                               | Diede de Groot [1]                    | Yui Kamiji [2]                    | 0–6, 6–2, 6–2                     |
| Chung kết đơn xe lăn quad                                                             | Sam Schröder [2]                      | Niels Vink [1]                    | 6–2, 7–5                          |
| Chung kết đơn nam xe lăn                                                              | Alfie Hewett [1]                      | Tokito Oda [3]                    | 6–3, 6–1                          |
| Trận đấu được tô màu là trận đấu diễn ra vào ban đêm                                  |                                       |                                   |                                   |
| Các trận đấu bắt đầu vào 11 giờ sáng, các trận đấu ban đêm bắt đầu vào 7 giờ tối AEDT |                                       |                                   |                                   |

### Ngày 14 (29 tháng 1)
- Hạt giống bị loại:
  - Đơn nam:  Stefanos Tsitsipas [3]
  - Đôi nữ:  Shuko Aoyama /  Ena Shibahara [10]
- Lịch thi đấu

| Trận đấu trên Sân chính                                                               | Trận đấu trên Sân chính                       | Trận đấu trên Sân chính              | Trận đấu trên Sân chính           |
| Trận đấu trên sân Rod Laver Arena                                                     | Trận đấu trên sân Rod Laver Arena             | Trận đấu trên sân Rod Laver Arena    | Trận đấu trên sân Rod Laver Arena |
| Sự kiện                                                                               | Người thắng trận                              | Người thua cuộc                      | Tỷ số                             |
| ------------------------------------------------------------------------------------- | --------------------------------------------- | ------------------------------------ | --------------------------------- |
| Chung kết đôi nữ                                                                      | Barbora Krejčíková [1] Kateřina Siniaková [1] | Shuko Aoyama [10] Ena Shibahara [10] | 6–4, 6–3                          |
| Chung kết đơn nam                                                                     | Novak Djokovic [4]                            | Stefanos Tsitsipas [3]               | 6–3, 7–6(7–4), 7–6(7–5)           |
| Trận đấu được tô màu là trận đấu diễn ra vào ban đêm                                  |                                               |                                      |                                   |
| Các trận đấu bắt đầu vào 11 giờ sáng, các trận đấu ban đêm bắt đầu vào 7 giờ tối AEDT |                                               |                                      |                                   |

## Hạt giống đơn
Dưới đây là những tay vợt được xếp loại hạt giống. Hạt giống dựa trên bảng xếp hạng ATP và WTA vào ngày 9 tháng 1 năm 2023. Xếp hạng và điểm trước vào ngày 16 tháng 1 năm 2023.

### Đơn nam
| Hạt giống | Xếp hạng | Tay vợt                     | Điểm trước | Điểm bảo vệ | Điểm thắng | Điểm sau | Thực trạng                                  |
| --------- | -------- | --------------------------- | ---------- | ----------- | ---------- | -------- | ------------------------------------------- |
| 1         | 2        | Rafael Nadal                | 5,770      | 2,000       | 45         | 3,815    | Vòng 2 thua trước Mackenzie McDonald        |
| 2         | 3        | Casper Ruud                 | 5,720      | 0           | 45         | 5,765    | Vòng 2 thua trước Jenson Brooksby           |
| 3         | 4        | Stefanos Tsitsipas          | 5,715      | 720         | 1,200      | 6,195    | Á quân, thua trước Novak Djokovic [4]       |
| 4         | 5        | Novak Djokovic              | 5,070      | 0           | 2,000      | 7,070    | Vô địch, đánh bại Stefanos Tsitsipas [3]    |
| 5         | 6        | Andrey Rublev               | 3,930      | 90          | 360        | 4,200    | Tứ kết thua trước Novak Djokovic [4]        |
| 6         | 7        | Félix Auger-Aliassime       | 3,895      | 360         | 180        | 3,715    | Vòng 4 thua trước Jiří Lehečka              |
| 7         | 8        | Daniil Medvedev             | 3,860      | 1,200       | 90         | 2,745    | Vòng 3 thua trước Sebastian Korda [29]      |
| 8         | 9        | Taylor Fritz                | 3,545      | 180         | 45         | 3,410    | Vòng 2 thua trước Alexei Popyrin (WC)       |
| 9         | 10       | Holger Rune                 | 2,876      | 10          | 180        | 3,046    | Vòng 4 thua trước Andrey Rublev [5]         |
| 10        | 11       | Hubert Hurkacz              | 2,860      | 45          | 180        | 2,995    | Vòng 4 thua trước Sebastian Korda [29]      |
| 11        | 12       | Cameron Norrie              | 2,680      | 10          | 90         | 2,760    | Vòng 3 thua trước Jiří Lehečka              |
| 12        | 13       | Alexander Zverev            | 2,560      | 180         | 45         | 2,425    | Vòng 2 thua trước Michael Mmoh (LL)         |
| 13        | 14       | Matteo Berrettini           | 2,490      | 720         | 10         | 1,780    | Vòng 1 thua trước Andy Murray               |
| 14        | 15       | Pablo Carreño Busta         | 2,420      | 180         | 45         | 2,285    | Vòng 2 thua trước Benjamin Bonzi            |
| 15        | 16       | Jannik Sinner               | 2,375      | 360         | 180        | 2,195    | Vòng 4 thua trước Stefanos Tsitsipas [3]    |
| 16        | 17       | Frances Tiafoe              | 2,260      | 45          | 90         | 2,305    | Vòng 3 thua trước Karen Khachanov [18]      |
| 17        | 19       | Lorenzo Musetti             | 1,925      | 10          | 10         | 1,925    | Vòng 1 thua trước Lloyd Harris (PR)         |
| 18        | 20       | Karen Khachanov             | 1,885      | 90          | 720        | 2,515    | Bán kết thua trước Stefanos Tsitsipas [3]   |
| 19        | 21       | Nick Kyrgios                | 1,870      | 45          | 0          | 1,825    | Rút lui do chấn thương đầu gối              |
| 20        | 22       | Denis Shapovalov            | 1,830      | 360         | 90         | 1,560    | Vòng 3 thua trước Hubert Hurkacz [10]       |
| 21        | 23       | Borna Ćorić                 | 1,760      | 0           | 10         | 1,770    | Vòng 1 thua trước Jiří Lehečka              |
| 22        | 24       | Alex de Minaur              | 1,710      | 180         | 180        | 1,710    | Vòng 4 thua trước Novak Djokovic [4]        |
| 23        | 26       | Diego Schwartzman           | 1,550      | 45          | 45         | 1,550    | Vòng 2 thua trước J. J. Wolf                |
| 24        | 25       | Roberto Bautista Agut       | 1,675      | 90          | 180        | 1,765    | Vòng 4 thua trước Tommy Paul                |
| 25        | 30       | Dan Evans                   | 1,380      | 90          | 90         | 1,380    | Vòng 3 thua trước Andrey Rublev [5]         |
| 26        | 27       | Miomir Kecmanović           | 1,445      | 180         | 10         | 1,275    | Vòng 1 thua trước Nicolás Jarry (Q)         |
| 27        | 28       | Grigor Dimitrov             | 1,395      | 45          | 90         | 1,440    | Vòng 3 thua trước Novak Djokovic [4]        |
| 28        | 29       | Francisco Cerúndolo         | 1,383      | 16+80†      | 90+0       | 1,377    | Vòng 3 thua trước Félix Auger-Aliassime [6] |
| 29        | 31       | Sebastian Korda             | 1,325      | 90          | 360        | 1,595    | Tứ kết thua trước Karen Khachanov [18]      |
| 30        | 32       | Alejandro Davidovich Fokina | 1,325      | 45          | 45         | 1,325    | Vòng 2 thua trước Tommy Paul                |
| 31        | 33       | Yoshihito Nishioka          | 1,212      | 10+80       | 180+0      | 1,302    | Vòng 4 thua trước Karen Khachanov [18]      |
| 32        | 34       | Botic van de Zandschulp     | 1,205      | 90          | 45         | 1,160    | Vòng 2 thua trước Tallon Griekspoor         |

† Tay vợt không vượt qua vòng loại ở giải đấu năm 2022. Thay vào đó, điểm bảo vệ từ hai giải ATP Challenger Tour 2022 (Concepción và Santa Cruz).

#### Tay vợt rút lui khỏi giải đấu
Dưới đây là những tay vợt được xếp loại hạt giống, nhưng rút lui trước khi giải đấu bắt đầu.
| Xếp hạng | Tay vợt        | Điểm trước | Điểm bảo vệ | Điểm sau | Lý do rút lui         |
| -------- | -------------- | ---------- | ----------- | -------- | --------------------- |
| 1        | Carlos Alcaraz | 6,820      | 90          | 6,730    | Chấn thương chân phải |
| 18       | Marin Čilić    | 1,970      | 180         | 1,790    | Chấn thương đầu gối   |

### Đơn nữ
| Hạt giống | Xếp hạng | Tay vợt               | Điểm trước | Điểm bảo vệ | Điểm thắng | Điểm sau | Thực trạng                                      |
| --------- | -------- | --------------------- | ---------- | ----------- | ---------- | -------- | ----------------------------------------------- |
| 1         | 1        | Iga Świątek           | 11,025     | 780         | 240        | 10,485   | Vòng 4 thua trước Elena Rybakina [22]           |
| 2         | 2        | Ons Jabeur            | 5,140      | 0           | 70         | 5,210    | Vòng 2 thua trước Markéta Vondroušová [PR]      |
| 3         | 3        | Jessica Pegula        | 5,000      | 430         | 430        | 5,000    | Tứ kết thua trước Victoria Azarenka [24]        |
| 4         | 4        | Caroline Garcia       | 4,415      | 10          | 240        | 4,645    | Vòng 4 thua trước Magda Linette                 |
| 5         | 5        | Aryna Sabalenka       | 4,340      | 240         | 2,000      | 6,100    | Vô địch, đánh bại Elena Rybakina [22]           |
| 6         | 6        | Maria Sakkari         | 3,921      | 240         | 130        | 3,811    | Vòng 3 thua trước Zhu Lin                       |
| 7         | 7        | Coco Gauff            | 3,762      | 10          | 240        | 3,992    | Vòng 4 thua trước Jeļena Ostapenko [17]         |
| 8         | 8        | Daria Kasatkina       | 3,500      | 130         | 10         | 3,380    | Vòng 1 thua trước Varvara Gracheva              |
| 9         | 9        | Veronika Kudermetova  | 2,800      | 130         | 70         | 2,740    | Vòng 2 thua trước Katie Volynets [Q]            |
| 10        | 13       | Madison Keys          | 2,318      | 780         | 130        | 1,668    | Vòng 3 thua trước Victoria Azarenka [24]        |
| 11        | 16       | Paula Badosa          | 2,102      | 240         | 0          | 1,862    | Rút lui do chấn thương đùi phải                 |
| 12        | 10       | Belinda Bencic        | 2,735      | 70          | 240        | 2,905    | Vòng 4 thua trước Aryna Sabalenka [5]           |
| 13        | 11       | Danielle Collins      | 2,388      | 1,300       | 130        | 1,218    | Vòng 3 thua trước Elena Rybakina [22]           |
| 14        | 14       | Beatriz Haddad Maia   | 2,255      | 70          | 10         | 2,195    | Vòng 1 thua trước Nuria Párrizas Díaz           |
| 15        | 15       | Petra Kvitová         | 2,221      | 10          | 70         | 2,281    | Vòng 2 thua trước Anhelina Kalinina             |
| 16        | 19       | Anett Kontaveit       | 1,909      | 70          | 70         | 1,909    | Vòng 2 thua trước Magda Linette                 |
| 17        | 17       | Jeļena Ostapenko      | 2,040      | 130         | 430        | 2,340    | Tứ kết thua trước Elena Rybakina [22]           |
| 18        | 20       | Liudmila Samsonova    | 1,905      | 70          | 70         | 1,905    | Vòng 2 thua trước Donna Vekić                   |
| 19        | 18       | Ekaterina Alexandrova | 1,910      | 10          | 130        | 2,030    | Vòng 3 thua trước Magda Linette                 |
| 20        | 23       | Barbora Krejčíková    | 1,600      | 430         | 240        | 1,410    | Vòng 4 thua trước Jessica Pegula [3]            |
| 21        | 21       | Martina Trevisan      | 1,672      | 110         | 10         | 1,572    | Vòng 1 thua trước Anna Karolína Schmiedlová [Q] |
| 22        | 25       | Elena Rybakina        | 1,585      | 70          | 1,300      | 2,815    | Á quân, thua trước Aryna Sabalenka [5]          |
| 23        | 22       | Zhang Shuai           | 1,600      | 130         | 240        | 1,710    | Vòng 4 thua trước Karolína Plíšková [30]        |
| 24        | 24       | Victoria Azarenka     | 1,598      | 240         | 780        | 2,138    | Bán kết thua trước Elena Rybakina [22]          |
| 25        | 26       | Marie Bouzková        | 1,581      | 70          | 10         | 1,521    | Vòng 1 thua trước Bianca Andreescu              |
| 26        | 32       | Elise Mertens         | 1,449      | 240         | 130        | 1,339    | Vòng 3 thua trước Aryna Sabalenka [5]           |
| 27        | 30       | Irina-Camelia Begu    | 1,472      | 70          | 70         | 1,472    | Vòng 2 thua trước Laura Siegemund [PR]          |
| 28        | 27       | Amanda Anisimova      | 1,535      | 240         | 10         | 1,305    | Vòng 1 thua trước Marta Kostyuk                 |
| 29        | 28       | Zheng Qinwen          | 1,534      | 110+80      | 70+1       | 1,415    | Vòng 2 thua trước Bernarda Pera                 |
| 30        | 31       | Karolína Plíšková     | 1,450      | 0           | 430        | 1,880    | Tứ kết thua trước Magda Linette                 |
| 31        | 29       | Kaia Kanepi           | 1,472      | 430         | 10         | 1,052    | Vòng 1 thua trước Kimberly Birrell [WC]         |
| 32        | 33       | Jil Teichmann         | 1,429      | 70          | 70         | 1,429    | Vòng 2 thua trước Zhu Lin                       |

#### Tay vợt rút lui khỏi giải đấu
Dưới đây là những tay vợt được xếp loại hạt giống, nhưng rút lui trước khi giải đấu bắt đầu.
| Xếp hạng | Tay vợt      | Điểm trước | Điểm bảo vệ | Điểm sau | Lý do rút lui                                 |
| -------- | ------------ | ---------- | ----------- | -------- | --------------------------------------------- |
| 12       | Simona Halep | 2,381      | 240         | 2,141    | Tạm đình chỉ thi đấu do dương tính với doping |

## Hạt giống đôi
| Hạt giống | Xếp hạng | Đội                  | Đội                    |
| --------- | -------- | -------------------- | ---------------------- |
| 1         | 2        | Wesley Koolhof       | Neal Skupski           |
| 2         | 7        | Rajeev Ram           | Joe Salisbury          |
| 3         | 12       | Marcelo Arévalo      | Jean-Julien Rojer      |
| 4         | 13       | Nikola Mektić        | Mate Pavić             |
| 5         | 21       | Ivan Dodig           | Austin Krajicek        |
| 6         | 21       | Lloyd Glasspool      | Harri Heliövaara       |
| 7         | 29       | Thanasi Kokkinakis   | Nick Kyrgios           |
| 8         | 32       | Marcel Granollers    | Horacio Zeballos       |
| 9         | 44       | Simone Bolelli       | Fabio Fognini          |
| 10        | 45       | Rohan Bopanna        | Matthew Ebden          |
| 11        | 49       | Jamie Murray         | Michael Venus          |
| 12        | 54       | Juan Sebastián Cabal | Robert Farah           |
| 13        | 60       | Rafael Matos         | David Vega Hernández   |
| 14        | 61       | Andreas Mies         | John Peers             |
| 15        | 62       | Santiago González    | Édouard Roger-Vasselin |
| 16        | 64       | Robin Haase          | Matwé Middelkoop       |

| Hạt giống | Xếp hạng | Đội                      | Đội                |
| --------- | -------- | ------------------------ | ------------------ |
| 1         | 4        | Barbora Krejčíková       | Kateřina Siniaková |
| 2         | 10       | Coco Gauff               | Jessica Pegula     |
| 3         | 15       | Gabriela Dabrowski       | Giuliana Olmos     |
| 4         | 18       | Storm Hunter             | Elise Mertens      |
| 5         | 23       | Lyudmyla Kichenok        | Jeļena Ostapenko   |
| 6         | 35       | Desirae Krawczyk         | Demi Schuurs       |
| 7         | 37       | Beatriz Haddad Maia      | Zhang Shuai        |
| 8         | 38       | Anna Danilina            | Sania Mirza        |
| 9         | 39       | Nicole Melichar-Martinez | Ellen Perez        |
| 10        | 45       | Shuko Aoyama             | Ena Shibahara      |
| 11        | 50       | Chan Hao-ching           | Yang Zhaoxuan      |
| 12        | 50       | Asia Muhammad            | Taylor Townsend    |
| 13        | 60       | Kirsten Flipkens         | Laura Siegemund    |
| 14        | 62       | Alicja Rosolska          | Erin Routliffe     |
| 15        | 68       | Caty McNally             | Luisa Stefani      |
| 16        | 77       | Miyu Kato                | Aldila Sutjiadi    |

### Đôi nam nữ
| Hạt giống | Xếp hạng | Đội                | Đội               |
| --------- | -------- | ------------------ | ----------------- |
| 1         | 14       | Giuliana Olmos     | Marcelo Arévalo   |
| 2         | 16       | Jessica Pegula     | Austin Krajicek   |
| 3         | 18       | Desirae Krawczyk   | Neal Skupski      |
| 4         | 23       | Ena Shibahara      | Wesley Koolhof    |
| 5         | 26       | Demi Schuurs       | Nikola Mektić     |
| 6         | 29       | Ellen Perez        | Harri Heliövaara  |
| 7         | 38       | Alicja Rosolska    | Jean-Julien Rojer |
| 8         | 40       | Gabriela Dabrowski | Max Purcell       |

- Bảng xếp hạng vào ngày 9 tháng 1 năm 2023.

## Nhà vô địch

### Đơn nam
- Novak Djokovic đánh bại  Stefanos Tsitsipas, 6–3, 7–6(7–4), 7–6(7–5)

### Đơn nữ
- Aryna Sabalenka đánh bại  Elena Rybakina, 4–6, 6–3, 6–4

### Đôi nam
- Rinky Hijikata /  Jason Kubler đánh bại  Hugo Nys /  Jan Zieliński, 6–4, 7–6(7–4)

### Đôi nữ
- Barbora Krejčíková /  Kateřina Siniaková đánh bại  Shuko Aoyama /  Ena Shibahara 6–4, 6–3

### Đôi nam nữ
- Luisa Stefani /  Rafael Matos đánh bại  Sania Mirza /  Rohan Bopanna, 7–6(7–2), 6–2

### Đơn nam xe lăn
- Alfie Hewett đánh bại  Tokito Oda, 6–3, 6–1

### Đơn nữ xe lăn
- Diede de Groot đánh bại  Yui Kamiji, 0–6, 6–2, 6–2

### Đơn xe lăn quad
- Sam Schröder đánh bại  Niels Vink, 6–2, 7–5

### Đôi nam xe lăn
- Alfie Hewett /  Gordon Reid đánh bại  Maikel Scheffers /  Ruben Spaargaren, 6–1, 6–2

### Đôi nữ xe lăn
- Diede de Groot /  Aniek van Koot đánh bại  Yui Kamiji /  Zhu Zhenzhen, 6–3, 6–2

### Đôi xe lăn quad
- Sam Schröder /  Niels Vink đánh bại  Donald Ramphadi /  Ymanitu Silva, 6–1, 6–3

### Đơn nam trẻ
- Alexander Blockx đánh bại  Learner Tien, 6–1, 2–6, 7–6(11–9)

### Đơn nữ trẻ
- Alina Korneeva đánh bại  Mirra Andreeva, 6–7(2–7), 6–4, 7–5

### Đôi nam trẻ
- Learner Tien /  Cooper Williams đánh bại  Alexander Blockx /  João Fonseca, 6–4, 6–4

### Đôi nữ trẻ
- Renáta Jamrichová /  Federica Urgesi đánh bại  Hayu Kinoshita /  Sara Saito, 7–6(7–5), 1–6, [10–7]

## Điểm và tiền thưởng

### Phân phối điểm
Dưới đây là bảng phân bố điểm cho từng giai đoạn của giải đấu.

#### Vận động viên chuyên nghiệp
| Sự kiện | VĐ   | CK   | BK  | TK  | Vòng 1/16 | Vòng 1/32 | Vòng 1/64 | Vòng 1/128 | Q   | Q3  | Q2  | Q1  |
| Đơn nam | 2000 | 1200 | 720 | 360 | 180       | 90        | 45        | 10         | 25  | 16  | 8   | 0   |
| Đôi nam | 2000 | 1200 | 720 | 360 | 180       | 90        | 0         | N/A        | N/A | N/A | N/A | N/A |
| Đơn nữ  | 2000 | 1300 | 780 | 430 | 240       | 130       | 70        | 10         | 40  | 30  | 20  | 2   |
| Đôi nữ  | 2000 | 1300 | 780 | 430 | 240       | 130       | 10        | N/A        | N/A | N/A | N/A | N/A |

| Sự kiện  | VĐ  | CK  | BK/Hạng 3 | TK/Hạng 4 |
| Đơn      | 800 | 500 | 375       | 100       |
| Đôi      | 800 | 500 | 100       | N/A       |
| Đơn quad | 800 | 500 | 100       | N/A       |
| Đôi quad | 800 | 100 | N/A       | N/A       |

| Sự kiện     | VĐ  | CK  | BK  | TK  | Vòng 1/16 | Vòng 1/32 | Q   | Q3  |
| Đơn nam trẻ | 375 | 270 | 180 | 120 | 75        | 30        | 25  | 20  |
| Đơn nữ trẻ  | 375 | 270 | 180 | 120 | 75        | 30        | 25  | 20  |
| Đôi nam trẻ | 270 | 180 | 120 | 75  | 45        | N/A       | N/A | N/A |
| Đôi nữ trẻ  | 270 | 180 | 120 | 75  | 45        | N/A       | N/A | N/A |

### Tiền thưởng
Tổng số tiền thưởng của Giải quần vợt Úc Mở rộng 2023 tăng 3.38% lên mức kỷ lục giải đấu là A$76,500,000.
| Sự kiện    | VĐ          | CK          | BK        | TK        | Vòng 1/16 | Vòng 1/32 | Vòng 1/64 | Vòng 1/128 | Q3       | Q2       | Q1       |
| Đơn        | A$2,975,000 | A$1,625,000 | A$925,000 | A$555,250 | A$338,250 | A$227,925 | A$158,850 | A$106,250  | A$55,150 | A$36,575 | A$26,000 |
| Đôi        | A$695,000   | A$370,000   | A$210,000 | A$116,500 | A$67,250  | A$46,500  | A$30,975  | N/A        | N/A      | N/A      | N/A      |
| Đôi nam nữ | A$157,750   | A$89,450    | A$47,500  | A$25,250  | A$12,650  | A$6,600   | N/A       | N/A        | N/A      | N/A      | N/A      |
| Đơn xe lăn | A$          | A$          | A$        | A$        | N/A       | N/A       | N/A       | N/A        | N/A      | N/A      | N/A      |
| Đôi xe lăn | A$          | A$          | A$        | N/A       | N/A       | N/A       | N/A       | N/A        | N/A      | N/A      | N/A      |
| Đơn quad   | A$          | A$          | A$        | N/A       | N/A       | N/A       | N/A       | N/A        | N/A      | N/A      | N/A      |
| Đôi quad   | A$          | A$          | N/A       | N/A       | N/A       | N/A       | N/A       | N/A        | N/A      | N/A      | N/A      |

## Tranh cãi
Sau cuộc tấn công của Nga vào Ukraina 2022, các nhà tổ chức giải đấu đã cấm cờ Nga và Belarus treo bên sân. Cờ của các quốc gia ban đầu được cho phép, nhưng nó đã bị đảo ngược sau một sự cố trong trận đấu giữa Kamilla Rakhimova của Nga và Kateryna Baindl của Ukraine. Trong trận đấu, các cổ động viên Nga bị cáo buộc chế nhạo Baindl, nhưng họ phủ nhận điều này. Họ giải thích rằng họ chỉ đang cổ vũ cho Rakhimova.
Động thái này được đưa ra sau khi các tay vợt Nga và Belarus không được phép thi đấu dưới tên hoặc quốc kỳ Nga hoặc Belarus.